# Afrika-Cup 2006/Finalrunde
Finalrunde des Afrika-Cups 2006

## Finalrunde
Im Viertel- und Halbfinale, im Spiel um Platz drei und im Finale wird im K.-o.-System gespielt. Steht es bei den Spielen der Finalrunde nach der regulären Spielzeit von 90 Minuten unentschieden, kommt es zur Verlängerung von zweimal 15 Minuten und falls nach Ende der Verlängerung immer noch kein Sieger feststeht zum Elfmeterschießen.

|  | Viertelfinale                       | Viertelfinale                       |                                |                                 | Halbfinale                      | Halbfinale |  |  | Finale                         | Finale                         |
|  |                                     |                                     |                                |                                 |                                 |            |  |  |                                |                                |
|  | 3. Februar, 14:00 Uhr in Alexandria |                                     |                                |                                 |                                 |            |  |  |                                |                                |
|  | Guinea                              | 2                                   |                                |                                 |                                 |            |  |  |                                |                                |
|  | Guinea                              | 2                                   | 7. Februar, 18:00 Uhr in Kairo |                                 |                                 |            |  |  |                                |                                |
|  | Senegal                             | 3                                   |                                |                                 |                                 |            |  |  |                                |                                |
|  | Senegal                             | 3                                   | Senegal                        | 1                               |                                 |            |  |  |                                |                                |
|  |                                     |                                     | Senegal                        | 1                               |                                 |            |  |  |                                |                                |
|  |                                     | Ägypten                             | 2                              |                                 |                                 |            |  |  |                                |                                |
|  | Ägypten                             | Ägypten                             | 2                              | 4                               |                                 |            |  |  |                                |                                |
|  | Ägypten                             |                                     |                                | 4                               |                                 |            |  |  |                                |                                |
|  | DR Kongo                            | 1                                   |                                | 10. Februar, 17:00 Uhr in Kairo | 10. Februar, 17:00 Uhr in Kairo |            |  |  |                                |                                |
|  | 3. Februar, 18:00 Uhr in Kairo      | 3. Februar, 18:00 Uhr in Kairo      | Ägypten                        | 0 (4)                           |                                 |            |  |  |                                |                                |
|  | 4. Februar, 14:00 Uhr in Port Said  | 4. Februar, 14:00 Uhr in Port Said  |                                | Elfenbeinküste                  | 0 (2)                           |            |  |  |                                |                                |
|  | Nigeria                             | 1 (6)                               |                                |                                 |                                 |            |  |  |                                |                                |
|  | Tunesien                            | 1 (5)                               |                                |                                 |                                 |            |  |  |                                |                                |
|  | Tunesien                            | 1 (5)                               | Nigeria                        | 0                               |                                 |            |  |  |                                |                                |
|  |                                     |                                     | Nigeria                        | 0                               | Spiel um Platz 3                |            |  |  |                                |                                |
|  |                                     | Elfenbeinküste                      | 1                              |                                 |                                 |            |  |  |                                |                                |
|  | Kamerun                             | Elfenbeinküste                      | 1                              | 1 (11)                          | Senegal                         | 0          |  |  |                                |                                |
|  | Kamerun                             | 7. Februar, 14:00 Uhr in Alexandria |                                | 1 (11)                          | Senegal                         | 0          |  |  |                                |                                |
|  | Elfenbeinküste                      | 1 (12)                              |                                | Nigeria                         | 1                               |            |  |  |                                |                                |
|  | Elfenbeinküste                      | 1 (12)                              |                                |                                 | 1                               |            |  |  |                                |                                |
|  | 4. Februar, 18:00 Uhr in Kairo      | 4. Februar, 18:00 Uhr in Kairo      |                                |                                 |                                 |            |  |  | 9. Februar, 17:00 Uhr in Kairo | 9. Februar, 17:00 Uhr in Kairo |

## Viertelfinale

### Guinea – Senegal 2:3 (1:0)
| Guinea                                                                | Guinea | Senegal | Senegal |
| --------------------------------------------------------------------- | --- | --- | ------- |
| Guinea                                                                | \| Viertelfinale \| \| 3. Februar 2006 um 14:00 Uhr in Harras El-Hedoud Stadium (Alexandria) \| \| Zuschauer: 17.000 \| \| Schiedsrichter: Coffi Bona Venture Codjia (Benin) \|                                                                                          | \| Viertelfinale \| \| 3. Februar 2006 um 14:00 Uhr in Harras El-Hedoud Stadium (Alexandria) \| \| Zuschauer: 17.000 \| \| Schiedsrichter: Coffi Bona Venture Codjia (Benin) \|                                                                            | Senegal |
| Guinea                                                                | Naby Diarso – Ibrahima Sory Camara, Bobo Baldé, Oumar Kalabane, Daouda Jabi – Pascal Feindouno, Pablo Thiam (53. Ibrahima Souare), Kanfory Sylla, Ousmane Bangoura (80. Ismaël Bangoura) – Fodé Mansaré, Kaba Diawara (67. Sambegou Bangoura) Cheftrainer: Patrice Neveu | Tony Sylva – Omar Daf, Souleymane Diawara, Lamine Diatta, Ferdinand Coly (39. Pape Diakhaté) – Amdy Faye, Papa Bouba Diop – Henri Camara, Souleymane Camara (58. Mamadou Niang), Frédéric Mendy (87. Issa Ba), Diomansy Kamara Cheftrainer: Abdoulaye Sarr | Senegal |
| Guinea                                                                | 1:0 Kaba Diawara (24.) 2:3 Pascal Feindouno (90.) | 1:1 Papa Bouba Diop (61.) 1:2 Mamadou Niang (82.) 1:3 Henri Camara (90.) | Senegal |
| Guinea                                                                | Daouda Jabi, Kaba Diawara | Diomansy Kamara | Senegal |
| Viertelfinale                                                         | | |         |
| 3. Februar 2006 um 14:00 Uhr in Harras El-Hedoud Stadium (Alexandria) | | |         |
| Zuschauer: 17.000                                                     | | |         |
| Schiedsrichter: Coffi Bona Venture Codjia (Benin)                     | | |         |

### Ägypten – DR Kongo 4:1 (2:1)
| Ägypten                                                             | Ägypten | Demokratische Republik Kongo | Demokratische Republik Kongo |
| ------------------------------------------------------------------- | --- | --- | ---------------------------- |
| Ägypten                                                             | \| Viertelfinale \| \| 3. Februar 2006 um 18:00 Uhr in Cairo International Stadium (Kairo) \| \| Zuschauer: 74.000 \| \| Schiedsrichter: Modou Sowe (Gambia) \| | \| Viertelfinale \| \| 3. Februar 2006 um 18:00 Uhr in Cairo International Stadium (Kairo) \| \| Zuschauer: 74.000 \| \| Schiedsrichter: Modou Sowe (Gambia) \|                                                                                          | Demokratische Republik Kongo |
| Ägypten                                                             | Esam El Hadary – Ibrahim Saïd, Abdelzher El-Saka, Tarek El-Sayed (79. Mohamed Abdel Wahab), Wael Gomaa – Mohamed Shawky, Mohamed Barakat, Ahmed Hassan – Hossam Hassan (66. Hassan Mostafa), Emad Motab, Amr Zaki (73. Abdel Halim Ali) Cheftrainer: Hassan Shehata | Pascal Kalemba – Cyrille Mubiala (46. Nono Lubanzadio), Dituabanza Nsumbu, Christian Kinkela, Hérita Ilunga – Tsholola Tshinyama, Zola Matumona, Marcel M'Bayo – Ngandu Kasongo (54. Kabamba Musasa), Biscotte, Lomana LuaLua Cheftrainer: Claude Le Roy | Demokratische Republik Kongo |
| Ägypten                                                             | 1:0 Ahmed Hassan (33., Elfmeter) 2:0 Hossam Hassan (40.) 3:1 Emad Motab (58.) 4:1 Ahmed Hassan (89.) | 2:1 Abdelzher El-Saka (45., Eigentor) | Demokratische Republik Kongo |
| Ägypten                                                             | Mohamed Shawky | Ngandu Kasongo, Lomana LuaLua, Nono Lubanzadio | Demokratische Republik Kongo |
| Viertelfinale                                                       | | |                              |
| 3. Februar 2006 um 18:00 Uhr in Cairo International Stadium (Kairo) | | |                              |
| Zuschauer: 74.000                                                   | | |                              |
| Schiedsrichter: Modou Sowe (Gambia)                                 | | |                              |

### Nigeria – Tunesien 1:1 n.V. (1:1, 1:0), 6:5 i.E.
| Nigeria                                                       | Nigeria | Tunesien | Tunesien |
| ------------------------------------------------------------- | --- | --- | -------- |
| Nigeria                                                       | \| Viertelfinale \| \| 4. Februar 2006 um 14:00 Uhr in Port-Said-Stadion (Port Said) \| \| Zuschauer: 15.000 \| \| Schiedsrichter: Eddy Maillet (Seychellen) \|                                                                                              | \| Viertelfinale \| \| 4. Februar 2006 um 14:00 Uhr in Port-Said-Stadion (Port Said) \| \| Zuschauer: 15.000 \| \| Schiedsrichter: Eddy Maillet (Seychellen) \| | Tunesien |
| Nigeria                                                       | Vincent Enyeama – Joseph Yobo, Taye Taiwo, Chidi Odiah (96. Obinna Nwaneri), Joseph Enakarhire – John Mikel, Ayila Yussuf – John Utaka (58. Nwankwo Kanu), Obafemi Martins, Victor Obinna, Ayodele Makinwa (90. Garba Lawal) Cheftrainer: Augustine Eguavoen | Ali Boumnijel – Karim Haggui, Hatem Trabelsi (46. Amir Haj Massaoud), Riadh Bouazizi, Radhi Jaïdi, José Clayton – Sofian Melliti (68. Selim Ben Achour), Hamed Namouchi, Adel Chedli – Ziad Jaziri, Francileudo Dos Santos (80. Haykel Gmamdia) Cheftrainer: Roger Lemerre | Tunesien |
| Nigeria                                                       | 1:0 Victor Obinna (6.) | 1:1 Karim Haggui (49.) | Tunesien |
| Nigeria                                                       | Elfmeterschießen | | Tunesien |
| Nigeria                                                       | Joseph Yobo 1:1 Taye Taiwo Ayila Yussuf 2:2 Victor Obinna 3:2 Obafemi Martins 4:3 John Mikel 5:4 Vincent Enyeama 6:5 Nwankwo Kanu | 0:1 Hamed Namouchi 1:2 Haykel Gmamdia Adel Chedli Selim Ben Achour 3:3 José Clayton 4:4 Ali Boumnijel 5:5 Amir Haj Massaoud Riadh Bouazizi | Tunesien |
| Nigeria                                                       | Joseph Yobo, Chidi Odiah, John Mikel | Ngandu Kasongo, Lomana LuaLua, Nono Lubanzadio | Tunesien |
| Viertelfinale                                                 | | |          |
| 4. Februar 2006 um 14:00 Uhr in Port-Said-Stadion (Port Said) | | |          |
| Zuschauer: 15.000                                             | | |          |
| Schiedsrichter: Eddy Maillet (Seychellen)                     | | |          |

### Kamerun – Elfenbeinküste 1:1 n.V. (0:0, 0:0), 11:12 i.E.
| Kamerun                                                  | Kamerun | Elfenbeinküste | Elfenbeinküste |
| -------------------------------------------------------- | --- | --- | -------------- |
| Kamerun                                                  | \| Viertelfinale \| \| 4. Februar 2006 um 18:00 Uhr in Military Stadium (Kairo) \| \| Zuschauer: 4.000 \| \| Schiedsrichter: Mohamed Guezzaz (Marokko) \|                                                                   | \| Viertelfinale \| \| 4. Februar 2006 um 18:00 Uhr in Military Stadium (Kairo) \| \| Zuschauer: 4.000 \| \| Schiedsrichter: Mohamed Guezzaz (Marokko) \|                                                                                 | Elfenbeinküste |
| Kamerun                                                  | Souleymanou Hamidou – Timothée Atouba, Rigobert Song, André Bikey – Daniel Kome, Geremi, Jean Makoun, Alioum Saidou, Salomon Olembé (79. Rudolphe Douala) – Samuel Eto’o, Pierre Webó (32. Meyong) Cheftrainer: Artur Jorge | Jean-Jacques Tizié – Arthur Boka, Kolo Touré, Blaise Kouassi, Emmanuel Eboué (111. Marc Zoro) – Kanga Akalé (98. Romaric), Didier Zokora, Emerse Faé, Yaya Touré (87. Bakari Koné) – Arouna Koné, Didier Drogba Cheftrainer: Henri Michel | Elfenbeinküste |
| Kamerun                                                  | 1:1 Meyong (95.) | 1:0 Meyong (92.) | Elfenbeinküste |
| Kamerun                                                  | Elfmeterschießen | | Elfenbeinküste |
| Kamerun                                                  | 1:0 Samuel Eto’o 2:1 Geremi 3:2 Timothée Atouba 4:3 Daniel Kome 5:4 Meyong 6:5 Jean Makoun 7:6 Rigobert Song 8:7 Alioum Saidou 9:8 Rudolphe Douala 10:9 André Bikey 11:10 Souleymanou Hamidou Samuel Eto’o                  | 1:1 Didier Drogba 2:2 Kolo Touré 3:3 Bakari Koné 4:4 Emerse Fae 5:5 Arouna Koné 6:6 Blaise Kouassi 7:7 Romaric 8:8 Arthur Boka 9:9 Didier Zokora 10:10 Marc Zoro 11:11 Jean-Jacques Tizié 11:12 Didier Drogba                             | Elfenbeinküste |
| Kamerun                                                  | Daniel Kome | Kolo Touré, Emmanuel Eboué | Elfenbeinküste |
| Viertelfinale                                            | | |                |
| 4. Februar 2006 um 18:00 Uhr in Military Stadium (Kairo) | | |                |
| Zuschauer: 4.000                                         | | |                |
| Schiedsrichter: Mohamed Guezzaz (Marokko)                | | |                |

## Halbfinale

### Elfenbeinküste – Nigeria 1:0 (0:0)
| Elfenbeinküste                                                  | Elfenbeinküste | Nigeria | Nigeria |
| --------------------------------------------------------------- | --- | --- | ------- |
| Elfenbeinküste                                                  | \| Halbfinale \| \| 7. Februar 2006 um 14:00 Uhr in Alexandria Stadium (Alexandria) \| \| Zuschauer: 20.000 \| \| Schiedsrichter: Jerome Damon (Südafrika) \|                                                                                       | \| Halbfinale \| \| 7. Februar 2006 um 14:00 Uhr in Alexandria Stadium (Alexandria) \| \| Zuschauer: 20.000 \| \| Schiedsrichter: Jerome Damon (Südafrika) \| | Nigeria |
| Elfenbeinküste                                                  | Jean-Jacques Tizié – Arthur Boka, Abdoulaye Méïté, Marc Zoro (67. Emmanuel Eboué) – Didier Zokora, Gilles Yapi-Yapo (59. Emerse Faé), Yaya Touré, Guy Demel, Romaric – Bonaventure Kalou (76. Arouna Koné), Didier Drogba Cheftrainer: Henri Michel | Vincent Enyeama – Joseph Yobo, Taye Taiwo, Chidi Odiah, Joseph Enakarhire – John Mikel (53. Jay Jay Okocha), Sani Kaita – Nwankwo Kanu (73. Julius Aghahowa), John Utaka, Obafemi Martins, Peter Odemwingie (63. Ayodele Makinwa) Cheftrainer: Augustine Eguavoen | Nigeria |
| Elfenbeinküste                                                  | 1:0 Didier Drogba (47.) | | Nigeria |
| Elfenbeinküste                                                  | Didier Zokora, Gilles Yapi-Yapo | Joseph Enakarhire | Nigeria |
| Halbfinale                                                      | | |         |
| 7. Februar 2006 um 14:00 Uhr in Alexandria Stadium (Alexandria) | | |         |
| Zuschauer: 20.000                                               | | |         |
| Schiedsrichter: Jerome Damon (Südafrika)                        | | |         |

### Ägypten – Senegal 2:1 (1:0)
| Ägypten                                                       | Ägypten | Senegal | Senegal |
| ------------------------------------------------------------- | --- | --- | ------- |
| Ägypten                                                       | \| Halbfinale \| \| 7. Februar 2006 um 18:00 Uhr in International Stadium (Kairo) \| \| Zuschauer: 74.000 \| \| Schiedsrichter: Divine Evehe (Kamerun) \|                                                                                | \| Halbfinale \| \| 7. Februar 2006 um 18:00 Uhr in International Stadium (Kairo) \| \| Zuschauer: 74.000 \| \| Schiedsrichter: Divine Evehe (Kamerun) \|                                                                                                  | Senegal |
| Ägypten                                                       | Esam El Hadary – Mohamed Abdel Wahab, Ibrahim Saïd, Abdelzher El-Saka, Wael Gomaa – Mohamed Shawky, Mohamed Barakat, Ahmed Hassan, Mohamed Abou-Treika – Emad Motab (90. Hossam Hassan), Mido (79. Amr Zaki) Cheftrainer: Hassan Shehata | Tony Sylva – Omar Daf (87. Issa Ba), Pape Diakhaté, Souleymane Diawara, Lamine Diatta – Amdy Faye, Papa Bouba Diop – Henri Camara (66. El Hadji Diouf), Mamadou Niang, Frédéric Mendy (85. Souleymane Camara), Diomansy Kamara Cheftrainer: Abdoulaye Sarr | Senegal |
| Ägypten                                                       | 1:0 Ahmed Hassan (37., Elfmeter) 2:1 Amr Zaki (81.) | 1:1 Mamadou Niang (51.) | Senegal |
| Ägypten                                                       | Abdelzher El-Saka | Frédéric Mendy | Senegal |
| Halbfinale                                                    | | |         |
| 7. Februar 2006 um 18:00 Uhr in International Stadium (Kairo) | | |         |
| Zuschauer: 74.000                                             | | |         |
| Schiedsrichter: Divine Evehe (Kamerun)                        | | |         |

## Spiel um Platz 3

### Nigeria – Senegal 1:0 (0:0)
| Nigeria                                                  | Nigeria | Senegal | Senegal |
| -------------------------------------------------------- | --- | --- | ------- |
| Nigeria                                                  | \| Spiel um Platz 3 \| \| 9. Februar 2006 um 17:00 Uhr in Military Stadium (Kairo) \| \| Zuschauer: 11.354 \| \| Schiedsrichter: Koman Coulibaly (Mali) \|                                                                           | \| Spiel um Platz 3 \| \| 9. Februar 2006 um 17:00 Uhr in Military Stadium (Kairo) \| \| Zuschauer: 11.354 \| \| Schiedsrichter: Koman Coulibaly (Mali) \| | Senegal |
| Nigeria                                                  | Vincent Enyeama – Joseph Yobo, Taye Taiwo, Chidi Odiah, Obinna Nwaneri – Jay Jay Okocha (67. Wilson Oruma), Garba Lawal, Chris Obodo – John Utaka, Obafemi Martins, Victor Obinna (78. Nwankwo Kanu) Cheftrainer: Augustine Eguavoen | Pape Mamadou Diouf – Omar Daf, Pape Diakhaté, Boukary Dramé – Guirane N’Daw, Issa Ba, Abdoulaye Faye, Dino Djiba (62. Papa Bouba Diop) – Rahmane Barry (69. Henri Camara), Souleymane Camara (77. Mamadou Niang), Diomansy Kamara Cheftrainer: Abdoulaye Sarr | Senegal |
| Nigeria                                                  | 1:0 Garba Lawal (79.) | | Senegal |
| Nigeria                                                  | Victor Obinna | Henri Camara | Senegal |
| Spiel um Platz 3                                         | | |         |
| 9. Februar 2006 um 17:00 Uhr in Military Stadium (Kairo) | | |         |
| Zuschauer: 11.354                                        | | |         |
| Schiedsrichter: Koman Coulibaly (Mali)                   | | |         |

## Finale

### Elfenbeinküste – Ägypten 0:0 n.V., 2:4 i.E.
| Elfenbeinküste                                                 | Elfenbeinküste | Ägypten | Ägypten |
| -------------------------------------------------------------- | --- | --- | ------- |
| Elfenbeinküste                                                 | \| Finale \| \| 10. Februar 2006 um 17:00 Uhr in International Stadium (Kairo) \| \| Zuschauer: 74.000 \| \| Schiedsrichter: Mourad Daami (Tunesien) \|                                                                            | \| Finale \| \| 10. Februar 2006 um 17:00 Uhr in International Stadium (Kairo) \| \| Zuschauer: 74.000 \| \| Schiedsrichter: Mourad Daami (Tunesien) \| | Ägypten |
| Elfenbeinküste                                                 | Jean-Jacques Tizié – Arthur Boka, Kolo Touré, Blaise Kouassi, Emmanuel Eboué – Kanga Akalé (60. Bonaventure Kalou), Didier Zokora, Emerse Faé, Yaya Touré (91. Bakari Koné) – Arouna Koné, Didier Drogba Cheftrainer: Henri Michel | Esam El Hadary – Mohamed Abdel Wahab, Ibrahim Saïd (113. Abdel Halim Ali), Abdelzher El-Saka, Wael Gomaa (21. Ahmed Fathy) – Mohamed Shawky, Mohamed Barakat, Ahmed Hassan, Mohamed Abou-Treika – Emad Motab (81. Hassan Mostafa), Amr Zaki Cheftrainer: Hassan Shehata | Ägypten |
| Elfenbeinküste                                                 | Elfmeterschießen | | Ägypten |
| Elfenbeinküste                                                 | Didier Drogba 1:2 Kolo Touré Arouna Koné 2:3 Emmanuel Eboué | 0:1 Ahmed Hassan 0:2 Mohamed Abdel Wahab Abdel Halim Ali 1:3 Amr Zaki 2:4 Mohamed Abou-Treika | Ägypten |
| Elfenbeinküste                                                 | Jean-Jacques Tizié, Blaise Kouassi, Emmanuel Eboué, Kanga Akalé | | Ägypten |
| Elfenbeinküste                                                 | Ahmed Hassan verschießt einen Elfmeter (98.) | | Ägypten |
| Finale                                                         | | |         |
| 10. Februar 2006 um 17:00 Uhr in International Stadium (Kairo) | | |         |
| Zuschauer: 74.000                                              | | |         |
| Schiedsrichter: Mourad Daami (Tunesien)                        | | |         |